# Acheilognathus fasciodorsalis
Acheilognathus fasciodorsalis is een  straalvinnige vissensoort uit de familie van eigenlijke karpers (Cyprinidae). De wetenschappelijke naam van de soort is voor het eerst geldig gepubliceerd in 2001 door Nguyen.